# Strukaczou
Strukaczou (biał. Струкачоў; ros. Струкачёв, Strukaczow; pol. hist. Strukaczów, Struchaczów) – wieś na Białorusi, w obwodzie homelskim, w rejonie kormańskim, w sielsowiecie Barawaja Buda.

## Historia
W XIX i w początkach XX w. położony był w Rosji, w guberni mohylewskiej, w powiecie rohaczewskim, w gminie Rossochy. Następnie w granicach Związku Sowieckiego. Od 1991 w niepodległej Białorusi.
Do 2009 siedziba sielsowietu Strukaczou, którego terytorium pokrywało się ze współczesnym sielsowietem Barawaja Buda.